# 丁字家会

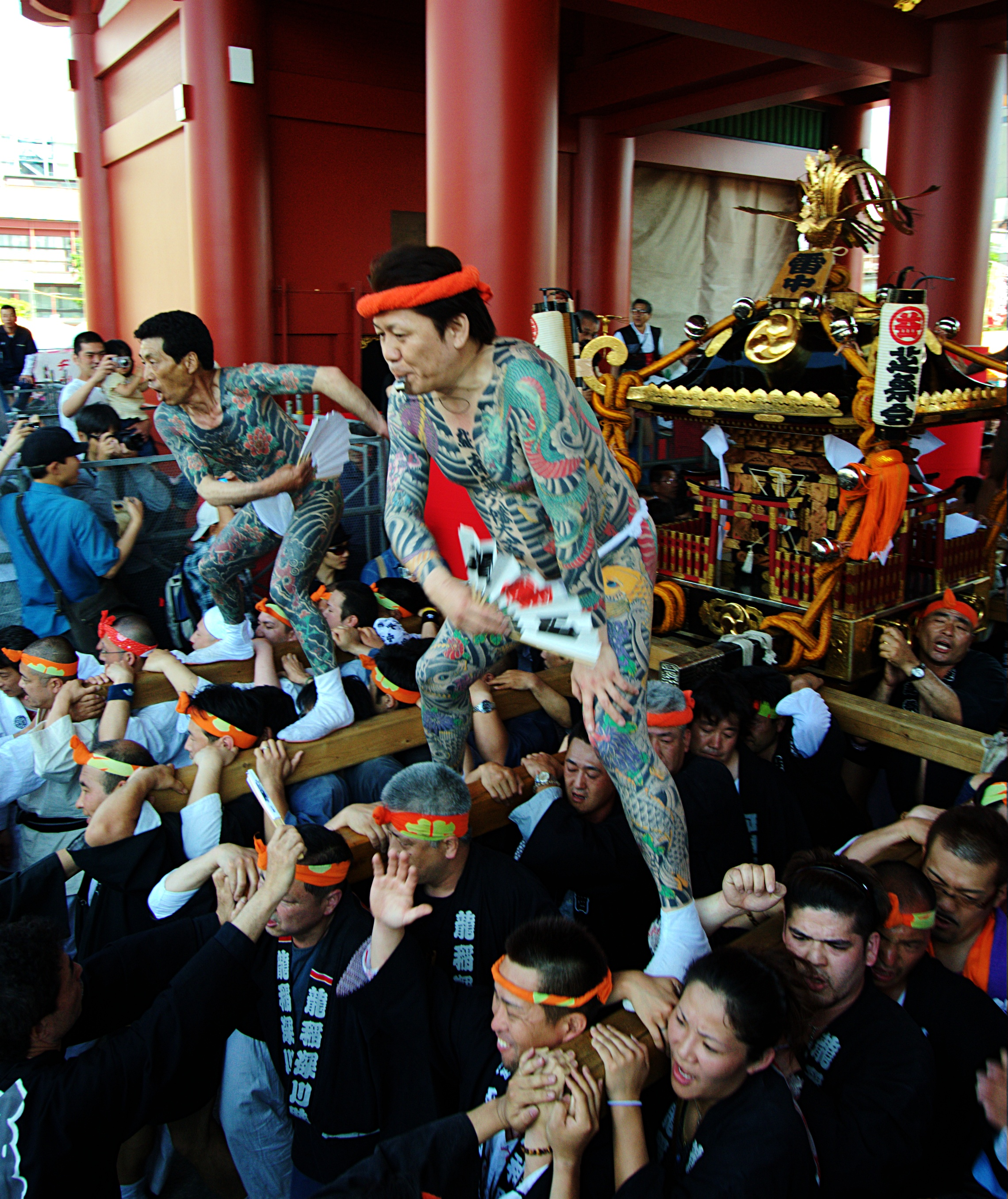
刺青を露出して三社祭にて神輿の担ぎ棒に乗る丁字家会系組員（2007年）

丁字家会（ちょうじやかい）は東京都台東区雷門に本拠を置く的屋系暴力団。

## 概要
浅草雷門を本拠に活動する的屋の一つで、他道県でも佐辰や芝山などの傘下組織が活動している。
戦後に反共抜刀隊構想がヤクザ社会に持ち込まれた際、諾否を問われた極東の関口初代は芝山に手伝って貰わないと動かせない分があると返答、芝山初代は東京神農協同組合の組合長をつとめていた。
他の的屋と一線を画す特徴として、所属する組員が他団体における盃事にて媒酌を担当する機会が多いことが挙げられる。
昭和期以降、博徒系組織の盃でも作法を知る幹部が出向くことが多々あり、2005年の山口組六代目継承式や、2007年の住吉会系幸平一家十三代目継承式における媒酌人は当時の会長・吉田五郎が担当した。

## 略歴
丁字家会の始祖は、江戸時代に丁子（クローブ）油の取り扱いを幕府から一任されていた甲州の丁子家吉衛門とされる。

その一門に連なる佐橋健太郎が関東に進出し、関東丁子屋を名乗る。その後、一門一統の大同団結を図り前身である丁字家連合会が結成される。